# Brontoraptor
Brontoraptor (Brontoraptor) – dinozaur z rodziny megalozaurów (Megalosauridae).
Żył w okresie późnej jury (ok. 152-150 mln lat temu) na terenach Ameryki Północnej. Długość ciała ok. 7-11 m, masa ciała ok. 2 t. Jego szczątki znaleziono w USA (w stanie Wyoming).
Opisany na podstawie fragmentarycznego szkieletu. Niektórzy przypuszczają, że jest synonimem torwozaura.